# Kingston Maurward House
Kingston Maurward House est une grande maison de campagne anglaise géorgienne classée Grade I, dans un domaine de 750 acres (3 km carrés) situé dans le Dorset, dans la vallée de Frome, à deux miles à l'est de Dorchester.

## Histoire

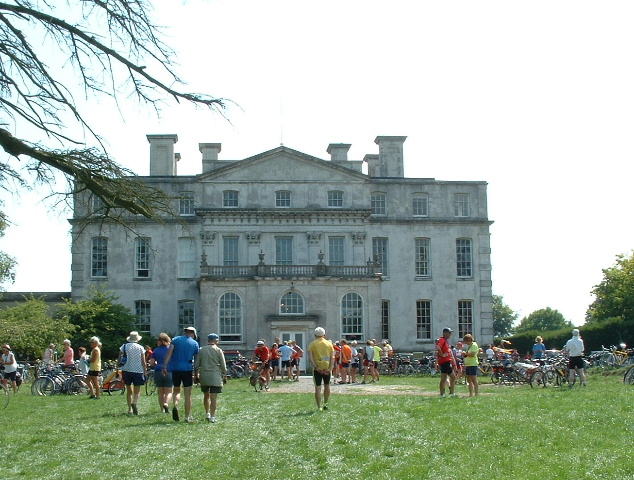
Kingston Maurward

Il y a un manoir à Kingston depuis la fin du XIVe siècle, remplacé à la fin du XVIe siècle par le manoir actuel, construit par George Pitt (1663-1735) de Stratfield Saye House, cousin de William Pitt l'Ancien, entre 1717 et 1720 sur le domaine que lui a apporté sa seconde épouse Lora, fille d'Audley Grey. Le manoir est en brique rouge, mais après des commentaires désobligeants du roi George III, Pitt recouvre la maison de calcaire de Portland. Le bâtiment est orienté au sud et possède une partie centrale en saillie. La façade nord est de conception similaire avec l'ajout d'un porche du XXe siècle. Une grande partie de la maison est maintenant utilisée par le Kingston Maurward College, bien qu'une partie soit utilisée pour des réceptions privées .
En 2016, la maison est inondée après l'éclatement d'un tuyau au-dessus du hall principal de la maison. Les consultants mandatés pour évaluer les dégâts découvrent que la pièce avait été redécorée et conçue pour utiliser du blanc et de la pierre pour accentuer les moulures. La découverte conduit à une restauration à sa forme originale .

## Terrains et jardins

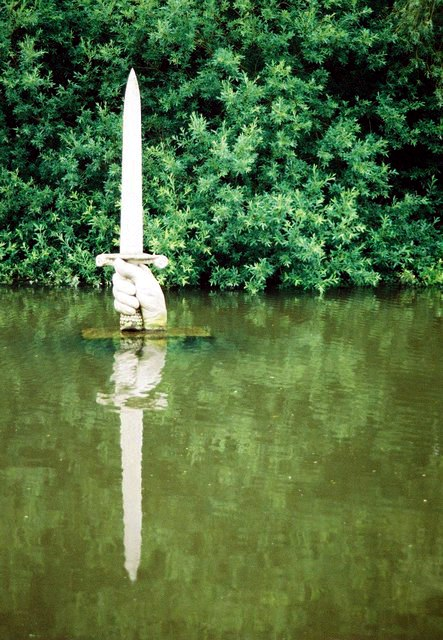
Une statue d'Excalibur, l'épée légendaire du roi Arthur, à Kingston Maurward

Les terrains de Kingston Maurward, qui sont utilisés pour le collège terrestre, sont ouverts au public et comprennent les zones agricoles et les vastes jardins. La maison et le terrain appartiennent au Kingston Maurward College. Également sur le terrain se trouve le manoir de Kingston Maurward, construit en 1590, un ancien manoir qui a été sauvé de justesse de la démolition lors de l'acquisition du domaine. Après rénovation, c'est une résidence privée .
Les jardins sont classés Grade II * dans le registre national des parcs et jardins historiques.